# Erowid
Erowid.org, también llamada Las Bóvedas de Erowid, es una organización educativa sin fines de lucro que brinda información sobre plantas y sustancias químicas psicoactivas.
La información en el sitio proviene de fuentes diversas, incluyendo publicaciones, expertos en campos relacionados, y experiencias del público en general. Erowid publica su propia información a la vez que sirve como biblioteca de muchas otras publicaciones e imágenes publicados en otros lugares.

## Historia
Erowid se fundó en abril de 1995 como una pequeña empresa; su sitio web apareció seis meses después. El nombre "Erowid" fue elegido para reflejar la filosofía educativa declarada de la organización. Utilizando raíces lingüísticas protoindoeuropeas, "Erowid" se traduce aproximadamente como "Sabiduría de la Tierra".
En 2005, se formó la organización educativa sin fines de lucro 501(c)(3), "Erowid Center". La organización se mantiene gracias a donaciones y su sitio web está libre de publicidad. Aunque su enfoque principal está en el sitio web, el Centro Erowid también proporciona investigaciones y datos para otras organizaciones educativas, de salud y de reducción de daños. La organización tiene su sede en el norte de California.